# NF-Board
New Federation-Board (N.F.-Board, uofficielt kaldet Non-FIFA-Board) er en fodbold organisation for landshold, som ikke er – og som normalt ikke vil blive – medlem af FIFA, oftest grundet de deltagende nationer ikke anerkendes internationalt som suveræne stater. N.F.-Boards administration ligger i Liège, Belgien.
Organisationen stiftedes den 12. december 2003 med det formål at organisere kampe mellem dets medlemshold og arrangere VIVA World Cup. Det første VIVA mesterskab blev afholdt i november 2006 i Occitanien (Sydfrankrig) og blev vundet af Samernes fodboldlandshold (Lapland) som vandt over Monacos fodboldlandshold med cifrene 21-1 i finalen. Turneringen havde også deltagelse af Occitaniens fodboldlandshold og Sydcamerouns fodboldlandshold.
N.F.-Board ønsker et samarbejde med FIFA om at blive en midlertidig organisation for fodboldhold før de opnår medlemskab af FIFA.
Initiativtager og nuværende generalsekretær af N.F-Board er Luc Misson, som var advokat for Jean-Marc Bosman under Bosman sagen.
Fra september 2007 N.F -board offentligheden en oplysninger EU-offentliggørelse af oplysninger om deres aktiviteter og om de medlemmer af organisationen, N.F -bord nyheder, i tre sprog, franske, spanske, italienske og engelsk, som det italienske Sports journalist Antonello Gallo
Blandt organisationens medlemmer finder man blandt andet Skånelandenes Fodboldforbund (SFF, Skånelandene), Grønlands Boldspil-Union (GBU), Monegasque Football Federation (MFF, Monaco), Kıbrıs Türk Futbol Federasyonu (KTFF, Nordcypern), Tibetan National Football Association (TNFA, Tibet) og Sámi Spábbáčiekčanlihttu (SSL, Lapland).